# Physcomitrium coarctatum
Physcomitrium coarctatum là một loài Rêu trong họ Funariaceae. Loài này được Müll. Hal. ex Cardot mô tả khoa học đầu tiên năm 1915.